# Koševine
Koševine es un pueblo situado en el municipio de Prijepolje, Serbia. Según el censo de 2022, tiene una población de 893 habitantes.